# Obereopsis pusilla
Obereopsis pusilla là một loài bọ cánh cứng trong họ Cerambycidae.